# Yvonne van Vlerken
Yvonne van Vlerken (Krimpen aan de Lek, 5 november 1978) is een Nederlandse triatlete en duatlete. Ze werd wereldkampioene, Europees kampioene en meervoudig Nederlands kampioene op de duatlon. Hiernaast werd ze tweemaal Nederlandse kampioene op de triatlon en was ze in het bezit van het wereldrecord op de lange afstand.

## Biografie
Haar eerste succes boekte Van Vlerken in 2004 met het winnen van het NK duatlon. Deze titel zou ze hierna nog meerdere malen veroveren. In 2004 haalde ze een zilveren medaille tijdens het wereldkampioenschap duatlon (lange afstand). Haar tijd van 5:40.59 werd alleen onderboden door de Duitse Ulrike Schwalbe, die de wedstrijd won in 5:35.55.
Op 23 april 2006 won ze de Europese titel duatlon in Horst aan de Maas met een vier minuten voorsprong op Mariska Kramer-Postma. In mei van dat jaar veroverde ze in Fredericia de wereldtitel op de duatlon op de lange afstand met een tijd van 4:04.00. Dankzij een sterk fietsonderdeel versloeg ze haar concurrentes Catriona Morrison en Andrea Ratkovic. Tijdens het EK triatlon op de lange afstand in Almere (4-120-30) reed ze lek en moest ze haar concurrentes voor laten gaan. Voor haar goede prestaties werd ze dat jaar onderscheiden met de Thea Sybesma Award.
Het jaar 2007 begon Yvonne van Vlerken sterk door het winnen van de triatlon van Roth in 8:51.55. Bij de triatlon van Almere toonde ze haar goede vorm door deze wedstrijd eveneens op haar naam te schrijven. Lange tijd liep ze zelfs onder de wereldbesttijd van Paula Newby-Fraser (8:50.35), maar besloot in overleg met haar begeleiders het wereldrecord niet aan te vallen. Ze finishte uiteindelijk in 8:57.54 en verbeterde hiermee het parcoursrecord. Een tijd onder de negen uur was sinds 1999 niet meer voorgekomen. In oktober 2007 belandde ze in het ziekenhuis, nadat ze ten val was gekomen bij een fietstraining in de Verenigde Staten. Ze liep een diepe beenwond onder haar knie, zware kneuzingen in been en schouder en een fors aantal hechtingen op.
Haar beste en meest aansprekende prestatie was in 2008 haar wereldrecord op de triatlon bij de Challenge Roth. Deze wedstrijd gaat over de klassieke afstand 3,8 km - 180 km - 42,2 km. Tijdens het looponderdeel wist ze de winst naar zich toe te trekken en finishte in een tijd van 8:45.48, ruim vijf minuten sneller dan het oude record van Paula Newby-Fraser. Dit record werd het jaar erop verpulverd door de Britse Chrissie Wellington, die met 8:31.59 bijna een kwartier sneller was.
In 2009 nam Van Vlerken deel aan de Ironman Germany, dat tevens dienstdeed als Europees kampioenschap Ironman. Ze finishte in 9:02.18 en liep hiermee de felbegeerde Europese titel op een paar minuten mis, doordat Sandra Wallenhorst de wedstrijd won in 8:58.08.
Op 18 november 2017 ging de Thea Sybesma Award voor de beste triatlete voor de vijfde keer in haar carrière naar Van Vlerken. De in Oostenrijk woonachtige triatlete ontving die ereprijs doordat ze in september in Almere Europees en Nederlands kampioene op de lange afstand was geworden, in andermaal een toptijd onder de negen uur, en vanwege haar overwinningen in de Challenge in Wanaka (Nieuw-Zeeland) en de Ironman van Barcelona.

## Privé
Yvonne van Vlerken woont in Krimpen aan de Lek en werkt als fitness- en aerobics instructrice. Ze is aangesloten bij Tri Team Lustenau en atletiekvereniging PAC.

## Titels
- Wereldkampioene duatlon op de lange afstand - 2006
- Europees kampioene halve ironman - 2010
- Europees kampioene duatlon op de lange afstand - 2006
- Nederlands kampioene duatlon op de lange afstand - 2004, 2005, 2006, 2007, 2008, 2009
- Nederlands kampioene duatlon Classic Distance - 2005, 2006
- Nederlands kampioene triatlon op de middenafstand - 2007
- Nederlands kampioene triatlon op de lange afstand - 2007

## Palmares

### triatlon

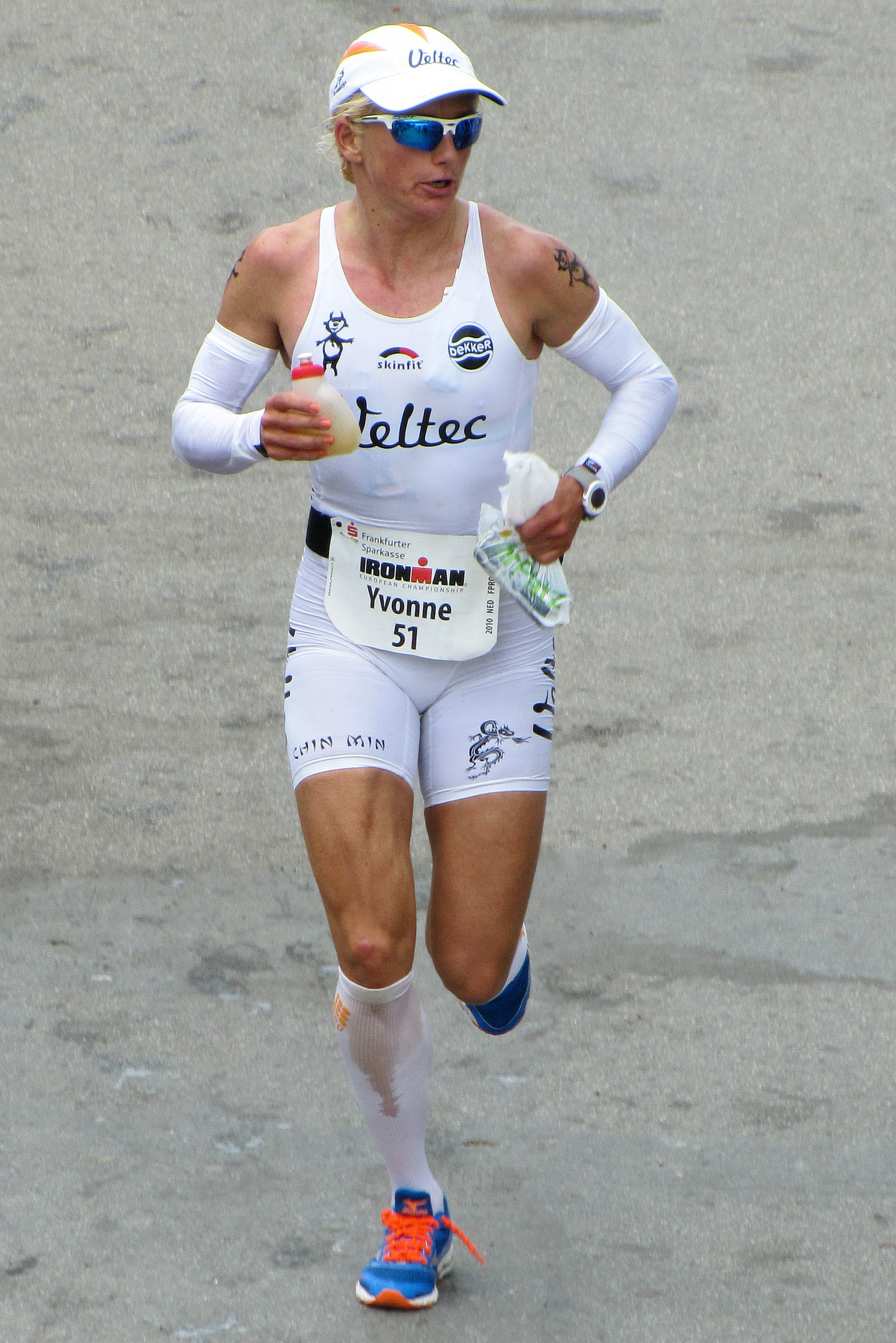
Yvonne van Vlerken tijdens de Ironman Germany 2010.

- 2003:  NK middenafstand in Nieuwkoop - 4:29.11
- 2005: 4e WK lange afstand in Fredericia - 6:32.14
- 2006:  Ironman 70.3 Antwerpen
- 2007:  NK middenafstand in Nieuwkoop - 4:11.57
- 2007:  Ironman 70.3 Antwerpen
- 2007:  Challenge Roth - 8:51.55
- 2007:  NK lange afstand in Almere - 8:57.54
- 2008:  Ironman Malaysia - 9:35.46
- 2008:  Ironman 70.3 Austria
- 2008:  Challenge Roth - 8:45.48 (WR)
- 2008:  Ironman Hawaï - 9:21.20
- 2008:  WK lange afstand in Almere - 6:31.56
- 2008:  Triatlon van Veenendaal - 2:03.07
- 2009:  Ironman 70.3 Geelong - 4:15.25
- 2009:  Ironman Germany - 9:02.18
- 2009:  Ironman 70.3 Wiesbaden
- 2009:  Ironman Mexico - 9:06.58
- 2009: DNF Ironman Hawaï
- 2009:  Triathlon Jannersee
- 2010: 7e Abu Dhabi International Triathlon - 7:26.05
- 2010:  Halve Ironman van Oostenrijk - 4:18.56,0
- 2010:  Ironman Germany - 9:10.22
- 2010:  WK lange afstand in Immenstadt - 7:07.04
- 2010:  EK halve Ironman - 4:41.52
- 2010: 7e Ironman Hawaï - 9:23.33
- 2010:  Ironman Mexico - 9:07.08
- 2011: 4e Ironman Germany - 9:15.37
- 2011: DNF Ironman Hawaï
- 2011: DNF Ironman Mexico
- 2012: DNF Ironman Germany
- 2012: DNF Ironman Mexico
- 2012:  ENNIA Curaçao International Triathlon (Olympic Distance) - 2:09.49
- 2012:  Ironman Florida - 8:51.35
- 2013:  Ironman Melbourne - 8:26.39
- 2013:  Challenge Roth - 8:46.22
- 2013: 4e Ironman Hawaï - 9:04.34
- 2013:  Ironman Florida - 8:43.07
- 2014:  Abu Dhabi International Triathlon - 7:25.13
- 2014: 4e Challenge Roth - 8:59.36
- 2014: DNF Ironman Hawaï
- 2014:  Ironman Florida - 8:01.47
- 2015:  Challenge Roth - 8:50.53
- 2015:  Ironman Maastricht - 9:39.24
- 2015:  Ironman Barcelona - 8:46.44
- 2015:  Ironman Western Australia - 9:12.07
- 2016:  Challenge Wanaka - 9:29.50
- 2017:  Challenge Almere (EK Lange afstand) - 8:51.13
- 2018:  Ironman Maastricht (NK Lange afstand) - 9:34.55
- 2018:  Challenge Almere - 9:00.01
- 2019:  NK middenafstand in Klazienaveen - 4:19.46
- 2019:  EK Ironman Almere - 8:56.10

### duatlon
- 2004:  NK in Molenschot - 2:02.58
- 2004:  WK lange afstand in Fredericia - 5:40.59
- 2004:  Powerman Luxemburg - 3:10.18
- 2005:  NK Classic Distance in Sittard - 2:00.55
- 2005:  NK lange afstand in Horst aan de Maas - 3:05.41
- 2005:  Powerman Holland in Venray (2e EK)
- 2006:  NK Classic Distance in Sittard - 1:50.50
- 2006:  NK lange afstand in Horst aan de Maas - 3:08.46
- 2006:  EK Powerman - 3:08.46
- 2006:  WK lange afstand in Canberra - 4:04.00
- 2007:  NK lange afstand in Horst aan de Maas - 3:10.47 (3e overall)
- 2007:  Duatlon van Lanzarote - 1:05.02
- 2007:  WK lange afstand in Richmond - 3:43.43
- 2008:  NK lange afstand in Horst aan de Maas - 3:07.19
- 2008:  Duatlon van Lanzarote - 1:06.24
- 2009:  NK lange afstand in Horst aan de Maas - 2:57.27
- 2009:  Rheintal Duathlon - 54.30
- 2010:  Duatlon van Lanzarote - 1:02.17
- 2011:  Rheintal Duathlon - 55.13
- 2012:  Rheintal Duathlon - 56.21
- 2013:  Rheintal Duathlon - 54.06
- 2014:  Rheintal Duathlon - 55.56

### atletiek
- 2004: 23e halve marathon van Egmond (4e in categorie) - 1:28.40
- 2004:  Heinenoordtunnelloop - 1:20.53
- 2004: 7e Bredase Singelloop - 1:17.34
- 2005: 13e halve marathon van Egmond - 1:22.44
- 2005:  Heinenoordtunnelloop - 1:17.43
- 2005:  Plassenloop (15 km) - 54.25
- 2005: 11e Parelloop - 36.22
- 2005: 10e Bredase Singelloop - 1:18.13
- 2006:  Strandloop, Rockanje - 1:21.28
- 2006:  Jan van Zandvoort halve marathon - 1:20.55
- 2006: 11e Parelloop - 37.15
- 2013:  halve marathon van Leipzig - 1:17.15
- 2016:  Drechtstadloop, Dordrecht - 1:17.25

2008 Catriona Morrison ·
2007 Catriona Morrison ·
2006 Yvonne van Vlerken ·
2005 Erika Csomor ·
2004 Ulrike Schwalbe ·
2003 Fiona Docherty ·
2002 Karin Thürig ·
2001 Karin Thürig ·
2000 Edwige Pitel ·
1999 Debbie Nelson ·
1998 Lori Bowden ·
1997 Natascha Badmann